# Seticornuta terminalis
Seticornuta terminalis är en stekelart som först beskrevs av William Harris Ashmead 1896.  Seticornuta terminalis ingår i släktet Seticornuta och familjen brokparasitsteklar. Inga underarter finns listade i Catalogue of Life.